# W.A. Bolin

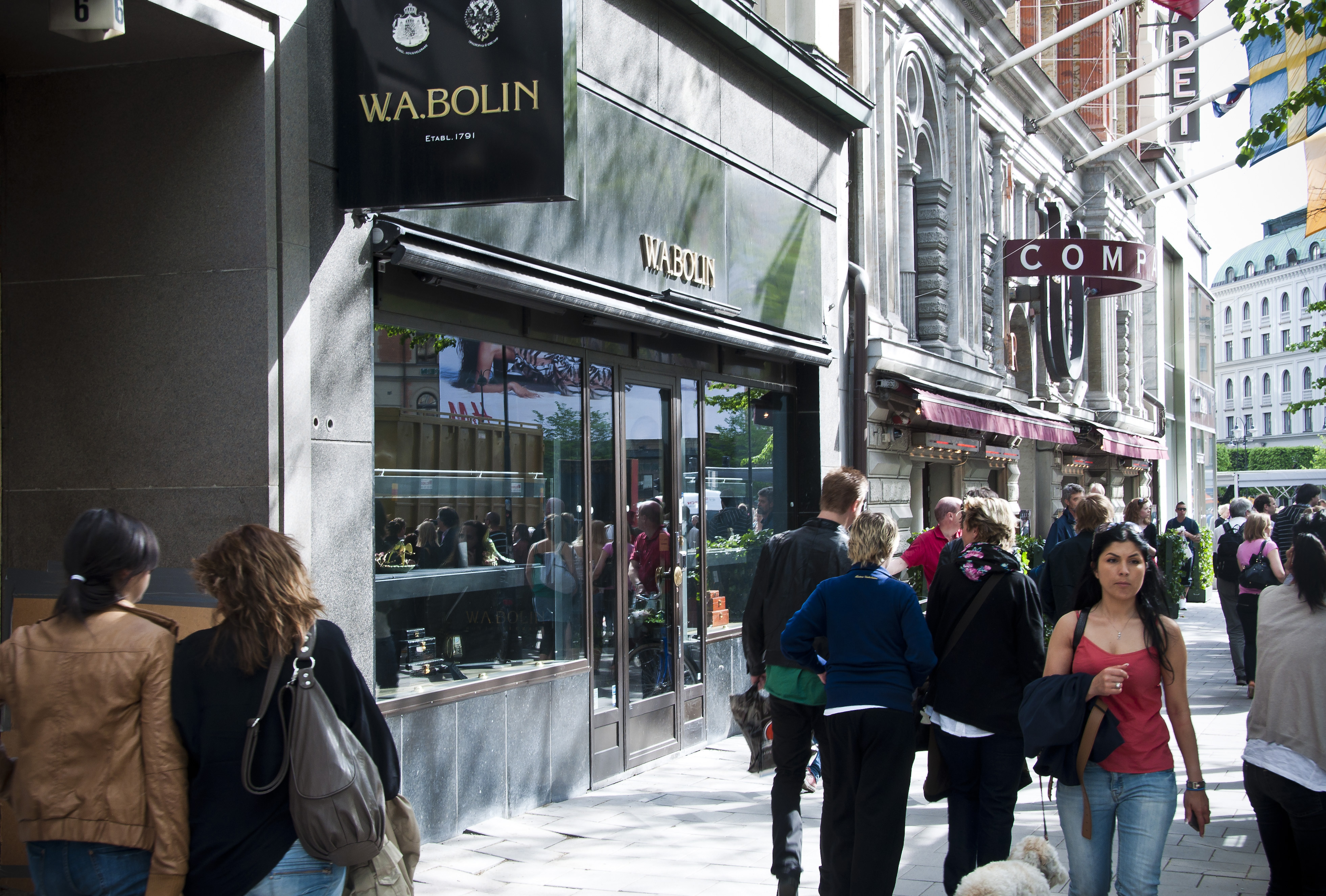
Tienda de WA Bolin en Sturegatan

WA Bolin es una empresa familiar de joyería en Estocolmo.
WA Bolin tiene su sede y fábrica en un estudio de joyería en la calle Sturegatan, 6 en Estocolmo. La compañía también realiza subastas dos veces al año y se considera la líder del norte de Europa en joyería de calidad.

## Historia
La firma de joyeros WA Bolin abrió su negocio en Suecia en 1916, como una sucursal de la empresa matriz en Moscú. La matriz rusa se cerró después de la Revolución Rusa, y desde entonces su actividad en conjunto se ha basado en Suecia . 
La historia del negocio de joyería familiar Bolin se remonta a 1791, cuando el joyero sajón Andreas Roempler creó una empresa en San Petersburgo. A la muerte de Andreas Roempler en 1829, su yerno, el orfebre Gottlieb Ernst Jahn, se hizo cargo de la empresa. En 1833, Carl Edvard Bolin fue contratado como contable y se convirtió en socio de la firma en 1834 después de casarse con otra hija de Roempler, Ernestine Catharina (1811-81). Después de la muerte de Jahn en 1836, la compañía, ahora bajo el nombre de Jahn & Bolin, fue dirigida por Carl Edvard Bolin con la ayuda del hermano menor de Bolin, Henrik Conrad (1818-1888). Desde 1852, Henrik Conrad Bolin abrió su propia empresa de joyería en Moscú en sociedad con el inglés James Stuart Shanks, Shanks & Bolin, Magazine Anglais . 
En 1839, Carl Edvard Bolin se convirtió en joyero de la corte del zar ruso Nicolás I, y la compañía fue entonces proveedora de la corte de otros cuatro zares hasta la Revolución Rusa de 1917. A mediados del siglo XIX, la compañía contaba con unos 50 empleados. 
Después de la muerte de Carl Edvard Bolin en 1864, la firma, desde 1850 bajo el nombre de CE Bolin, fue administrada por la viuda Ernestine Catharina y los dos hijos Edvard (nacido en 1842) y Gustaf (1844-1916). Durante la segunda parte del siglo XIX, las casas de joyería Bolin y Fabergé fueron las más destacadas de Rusia . 
Henrik Conrad murió en 1888, terminando la colaboración con Shanks y su hijo mayor Wilhelm Andrejevich Bolin (1861-1934) transformó la parte bolinesa de la firma Shanks & Bolin en la sucursal de CE Bolin en Moscú. La compañía cambió su nombre en 1912, debido a que Wilhelm fue nombrado personalmente joyero de la corte, creando la marca WA Bolin e independizándose de la firma de San Petersburgo . En 1913, WA Bolin abrió una sucursal en Bad Homburg, Alemania . Después del estallido de la Primera Guerra Mundial, WA Bolin, que era ciudadano ruso y sueco, pudo transferir el almacén de Alemania a Suecia y abrió un taller y venta en Estocolmo en 1916. Las existencias en las casas de Bolin en Moscú y San Petersburgo fueron confiscados en 1917 por el nuevo régimen bolchevique. 
La compañía tuvo dificultades durante la década de 1920 y en relación con la caída del mercado de valores de 1929, pero se estabilizó durante la década de 1930. El hijo de Wilhelm Bolin, Henrik Conrad (nacido en 1892) dirigió la compañía desde 1930 hasta la década de 1960, cuando su cuñada Hans Bolin (1926-2011) asumió la responsabilidad. WA Bolin ha sido dirigido desde la década de 1990 por la sexta generación de Bolin, los dos hijos de Hans Bolin, Christian Bolin (nacido en 1954) y Anita Bolin Björck (nacido en 1953). La hija de Anita Bolin, Rebecca Bolin, ha estado trabajando en WA Bolin desde 2013. 
Desde principios del siglo XX, WA Bolin es la firma responsable del mantenimiento de las joyas de la familia real de Suecia.

## Sigue leyendo
- Magdalena Ribbing : Joyas y plata para zares, reinas y otros, WA Bolin, Estocolmo 1996, ISBN 91-630-4575-3